# Anding
Anding léase Án-Ding (en chino:安定区 , pinyin: Āndìng Qū)  es un distrito urbano bajo la administración directa de la ciudad-prefectura de Dingxi en la provincia de Gansu, República Popular China. 
El distrito es sede del gobierno local y es el centro de educación, economía, cultura y científica de la ciudad de Dingxi. Su área total es de 3638 kilómetros cuadrados, de los cuales el área construida es de 35 kilómetros cuadrados.
La población total del distrito a finales de 2016 fue de 427 400 habitantes, de los cuales la población agrícola fue de 371 mil.  Es la puerta de entrada al noroeste de las llanuras centrales y camino para la antigua Ruta de la seda.

## Administración
A partir de diciembre de 2017 el distrito de Andingse divide en 18 pueblos que se administran en 2 subdistritos y 16 poblado.

## Geografía
El distrito de Anding yace en las montañas Qilian, llegando su tope con una elevación de 2577 m s. n. m. y el punto más bajo es el valle del río Guanchuan (关川河), con una elevación de 1671 m s. n. m. Tiene 82,9 kilómetros de largo de norte a sur y 73,3 kilómetros de ancho de este a oeste. El área urbana se ubica en la parte llana formada por la confluencia de los ríos Wei y Zuli (祖厉河) que se abren paso aplanando la zona a través de las montañas con una altitud promedio de 1900 metros sobre el nivel del mar , lo cual le da a su mapa la forma de una bota femenina de tacón alto. El río Wei, un afluente del río Amarillo, atraviesa el distrito y le proporciona la mayor parte de su agua dulce que es utilizada tanto para la industria como para el servicio de acueducto. Anding es semiárido, con escasas precipitaciones. A pesar de que la luz del sol aquí puede ser intensa, las temperaturas son generalmente frescas. El terreno circundante es sobre todo de colinas de loes.

## Recursos
La superficie de la meseta de Loess está ampliamente distribuida, y no hay muchos lechos rocosos expuestos. Poco se sabe acerca de la estructura geológica de formación mineral y no se han encontrado depósitos minerales de valor industrial. 
Principalmente los recursos naturales son piedras, grava, arena de río y piedra caliza. La industria local se nutre con la fabricación de ladrillos cocidos de arcilla roja.